# Гашевич, Огнен
Огнен Гашевич (черног. Огњен Гашевић; 2 апреля 2002) — черногорский футболист, нападающий. В настоящее время выступает за «Титоград».

## Карьера
Огнен начал карьеру в футбольном клубе «Титоград». В основном составе дебютировал 14 апреля 2018 года в матче первой лиги против «Дечича». Гашевич вышел на поле на 81-й минуте встречи, заменив Менди Момоду. 30 мая 2018 года в финале кубка Черногории вышел на поле на 79-й минуте матча и вместе с клубом завоевал трофей.
В 2017 году сыграл три матча за юношескую сборную до 17 лет.

## Достижения
- Бронзовый призёр чемпионата Черногории: 2017/18
- Обладатель кубка Черногории: 2017/18